# Liste der Kulturgüter in Onsernone
Die Liste der Kulturgüter in Onsernone enthält alle Objekte in der Gemeinde Onsernone im Kanton Tessin, die gemäss der Haager Konvention zum Schutz von Kulturgut bei bewaffneten Konflikten, dem Bundesgesetz vom 20. Juni 2014 über den Schutz der Kulturgüter bei bewaffneten Konflikten sowie der Verordnung vom 29. Oktober 2014 über den Schutz der Kulturgüter bei bewaffneten Konflikten unter Schutz stehen.
Objekte der Kategorien A und B sind vollständig in der Liste enthalten, Objekte der Kategorie C fehlen zurzeit (Stand: 1. Januar 2023).

## Kulturgüter
| Foto |                                                                                         | Objekt | Kat. | Typ | Standort                               | Beschreibung |
| ---- | --------------------------------------------------------------------------------------- | --- | ---- | --- | -------------------------------------- | ------------ |
| BW   | Datei hochladen · Wikidata zu Palazzo della Barca (Q29527475)                           | Palazzo della Barca KGS-Nr.: 05424                                                                                     | A    | G   | Comologno 687831 / 117596              |              |
| BW   | Datei hochladen · Wikidata zu Museum des Onsernone (Q27481503)                          | Museo Onsernonese KGS-Nr.: 08653                                                                                       | A    | S   | Loco, Strada cantonale 695239 / 117520 |              |
| ja   | Datei hochladen · Wikidata zu Pfarrkirche San Defendente (Q3669845)                     | Pfarrkirche San Defendente / Chiesa parrochiale di San Defendente KGS-Nr.: 05298                                       | B    | G   | Berzona 694475 / 117749                |              |
| BW   | Datei hochladen · Wikidata zu Ehemals Remonda Haus (Q29884594)                          | Ehemals Remonda House / Casa già Remonda KGS-Nr.: 5426                                                                 | B    | G   | Comologno 687847 / 117567              |              |
| BW   | Datei hochladen · Wikidata zu Pfarrkirche San Giovanni Battiste und Beinhaus (Q3670394) | Pfarrkirche San Giovanni Battiste und Beinhaus / Chiesa parrocchiale di San Giovanni Battista e ossario KGS-Nr.: 05427 | B    | G   | Comologno 687834 / 117542              |              |
| ja   | Datei hochladen · Wikidata zu Pfarrkirche San Remigio (Q3671858)                        | Pfarrkirche San Remigio / Chiesa parrochiale di San Remigio KGS-Nr.: 05519                                             | B    | G   | Loco 695556 / 117684                   |              |
| ja   | Datei hochladen · Wikidata zu Mühle (Q29884614)                                         | Mühle / Mulino KGS-Nr.: 05520                                                                                          | B    | G   | Loco, Ai Mulini 694729 / 117528        |              |
| BW   | Datei hochladen · Wikidata zu Haus Broggini (Q29884592)                                 | Casa Broggini KGS-Nr.: 05521                                                                                           | B    | G   | Loco, Rossa 695195 / 117352            |              |
| BW   | Datei hochladen · Wikidata zu Trotte (Q29884628)                                        | Trotte / Torchio KGS-Nr.: 05522                                                                                        | B    | G   | Loco 694949 / 117103                   |              |
| ja   | Datei hochladen · Wikidata zu Pfarrkirche San Bernardo (Q3669663)                       | Pfarrkirche San Bernardo / Chiesa parrochiale die San Bernardo KGS-Nr.: 05633                                          | B    | G   | Mosogno 692679 / 117065                |              |
| ja   | Datei hochladen · Wikidata zu Oratorium Santa Maria Nascente (Q29884621)                | Oratorium Santa Maria Nascente / Oratorio di Santa Maria Nascente KGS-Nr.: 05634                                       | B    | G   | Mosogno, Barione 692293 / 117341       |              |
| BW   | Datei hochladen · Wikidata zu Pfarrkirche Santa Maria Assunta (Q3673328)                | Pfarrkirche Santa Maria Assunta / Chiesa parrochiale di Santa Maria Assunta KGS-Nr.: 05714                             | B    | G   | Russo 691394 / 117417                  |              |